# Le Méridien Beach Plaza
Le Méridien Beach Plaza de Monte-Carlo är ett fyrstjärnigt hotell som ligger på 22 Avenue Princesse Grace i Larvotto i Monaco. Den har 397 hotellrum varav 18 är hotellsviter. Le Méridien är den enda hotellet i hela furstendömet som har en egen privat badstrand. Hotellet ingår i hotellkonceptet Le Méridien och som ägs av det amerikanska Starwood Hotels and Resorts Worldwide, LLC som i sin tur ägs av den globala hotelljätten Marriott International, Inc.
Hotellet uppfördes 1972.

## Galleri

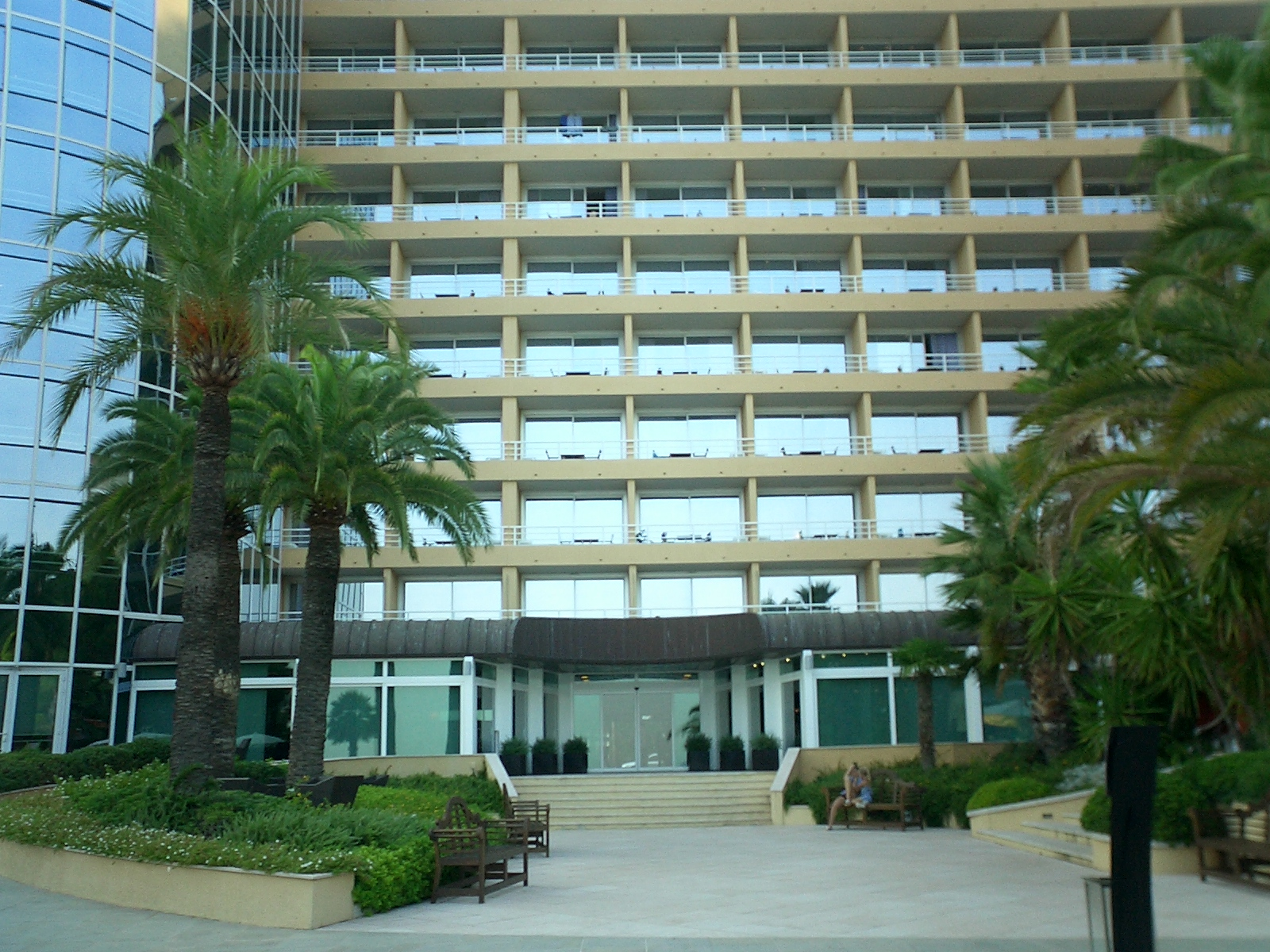
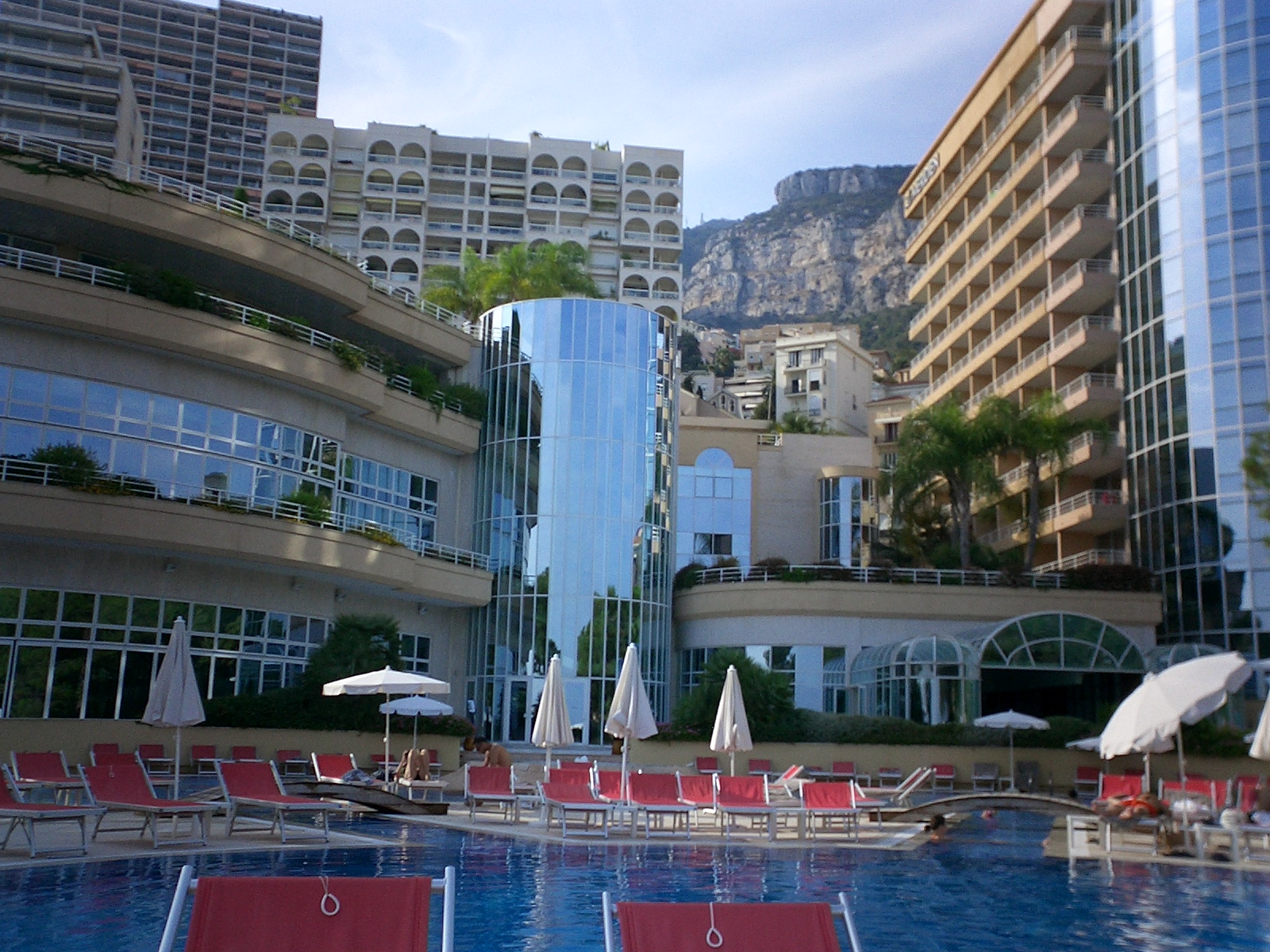
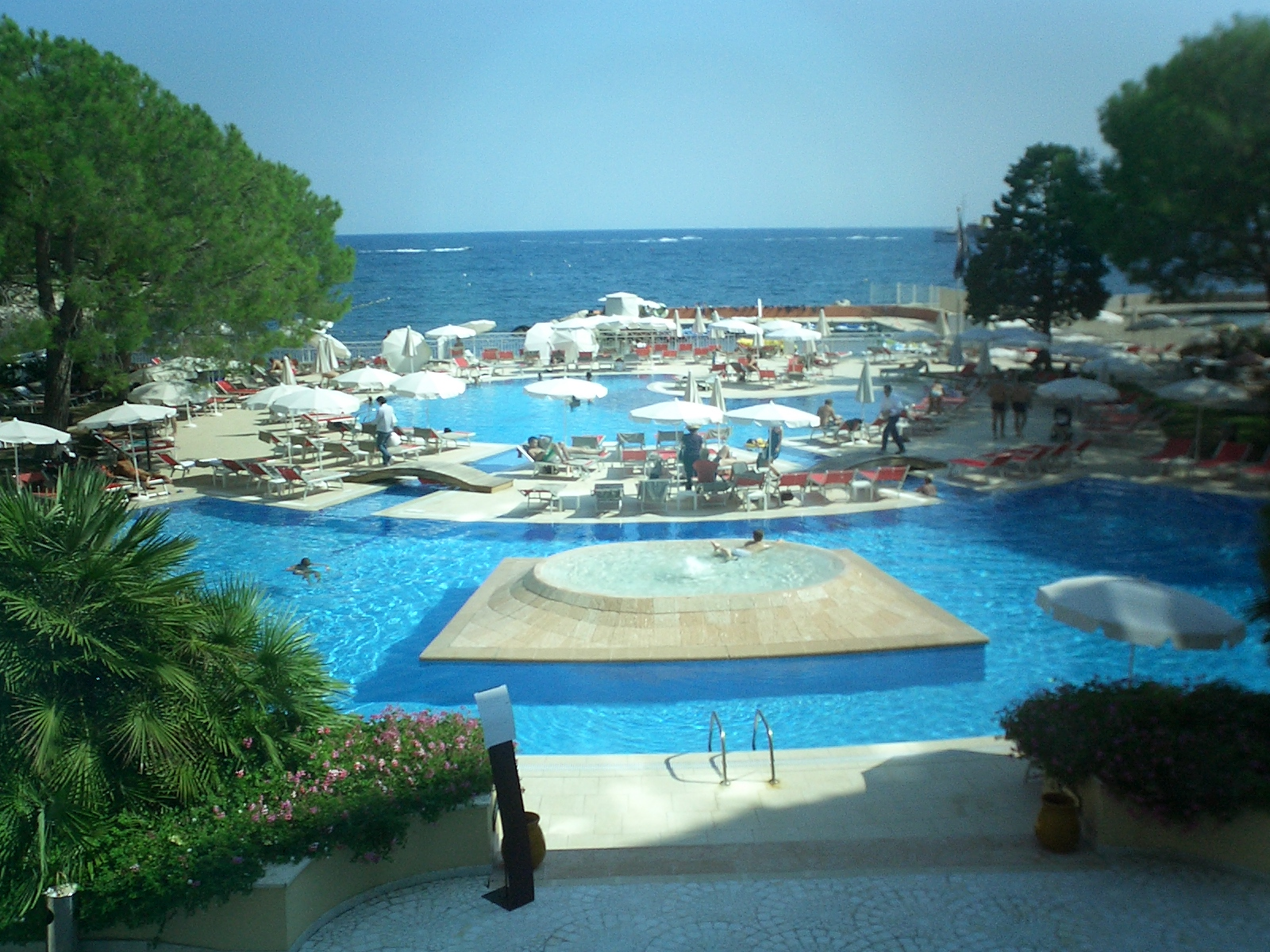
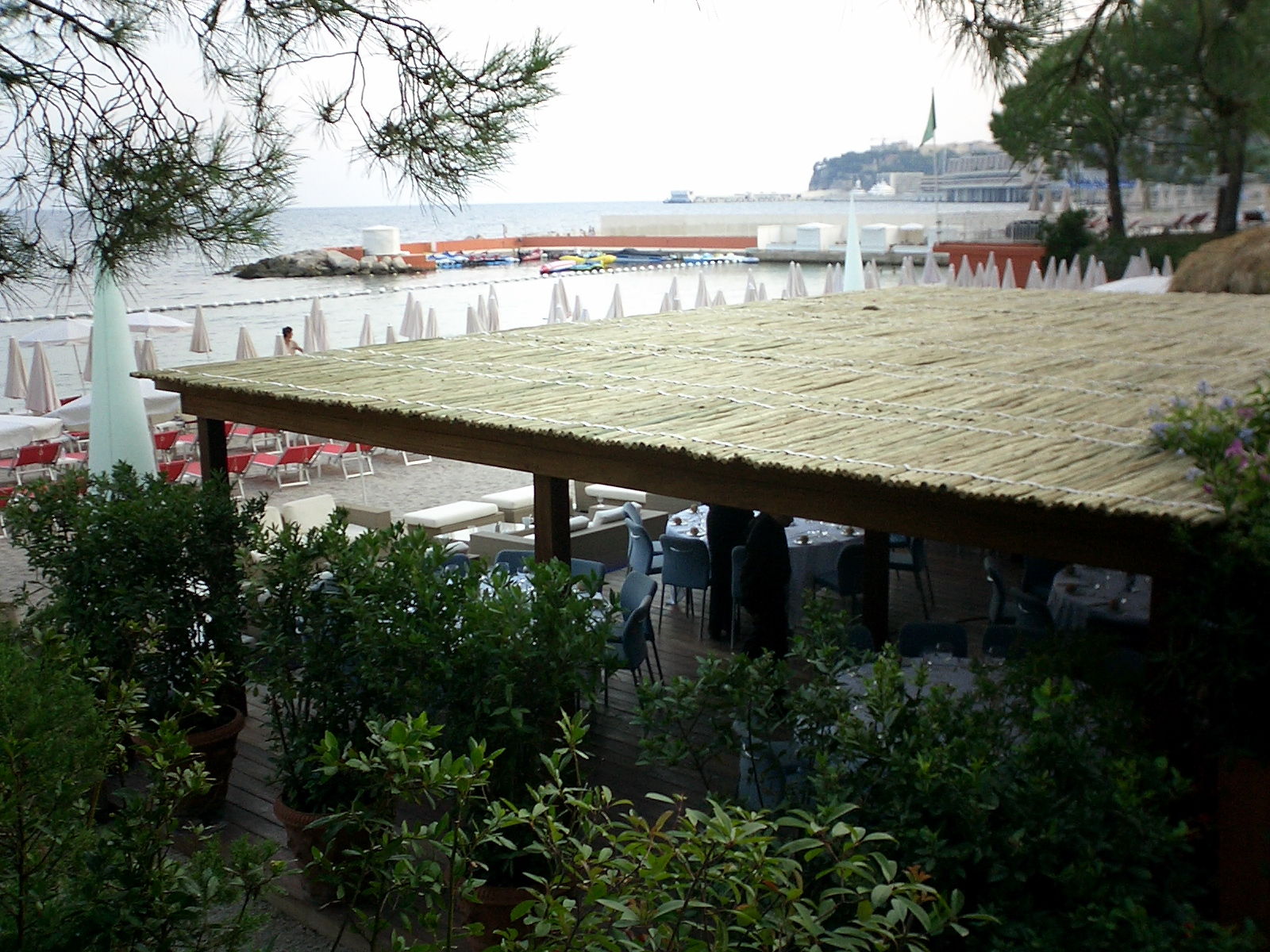